# Itame gausaparia
Itame gausaparia là một loài bướm đêm trong họ Geometridae.